# Chalcidoptera trogobasalis
Chalcidoptera trogobasalis là một loài bướm đêm trong họ Crambidae.